# 四甲基锡
四甲基锡是一种有机金属化合物 ，化学式 (CH3)4Sn。这种液体是最简单的有机锡化合物之一，它对于过渡金属介导的酰氯到甲基酮的转化以及芳香卤化烃到芳香甲基酮的转化是有用的。它具有挥发性，且有毒，因此在实验室中使用时应小心。

## 制备和结构
四甲基锡可以由格氏试剂甲基碘化镁和 SnCl4反应而成， 而原料四氯化锡可以由氯气和锡反应而成。
4 CH3MgI  +  SnCl4  →  (CH3)4Sn  +  4 MgICl
在四甲基锡里，锡原子被四个甲基包围，是一种四面体型分子，可以看作是新戊烷的较重版本。

## 应用

### 其它有机锡化合物的前体
四甲基锡是三甲基氯化锡（和相关的甲基锡卤化物）的前体，后者是其他有机锡化合物的前体。 这些甲基氯化锡是通过所谓的Kocheshkov重分布反应制备的。因此，SnMe4 和 SnCl4 可以在 100 °C 至 200 °C 之间反应，形成 Me3SnCl：
SnCl4  +  3 SnMe4   →   4 Me3SnCl
另一种得到三甲基氯化锡的方法是反应氯化汞和 SnMe4 而成：
4 HgCl2  +  4 SnMe4   →   4 Me3SnCl  +  4 MeHgCl
在 PVC中，各种甲基锡化合物被用作稳定剂的前体。二巯基和三巯基锡化合物可用于抑制脱氯化氢反应，而这是PVC光解和热降解的途径。 

### 表面官能化
四甲基锡会在 277 °C (550 K) 汽化并分解。Me4Sn 蒸汽会和二氧化硅反应，生成含有 Me3Sn 基团的固体。
Me4Sn  +  ≡SiOH   →    ≡SiOSnMe3  +  MeH
其它的烷基锡也可以发生这个反应。在类似的方法中，四甲基锡已被用于在低至-90℃的温度下使某些沸石官能化。 

## 在有机合成中的应用
在有机合成中，四甲基锡与酰氯会进行钯催化偶联反应，得到甲基酮： 
SnMe4  +  RCOCl  →  RCOMe  + Me3SnCl